# 주간고속도로 제95호선

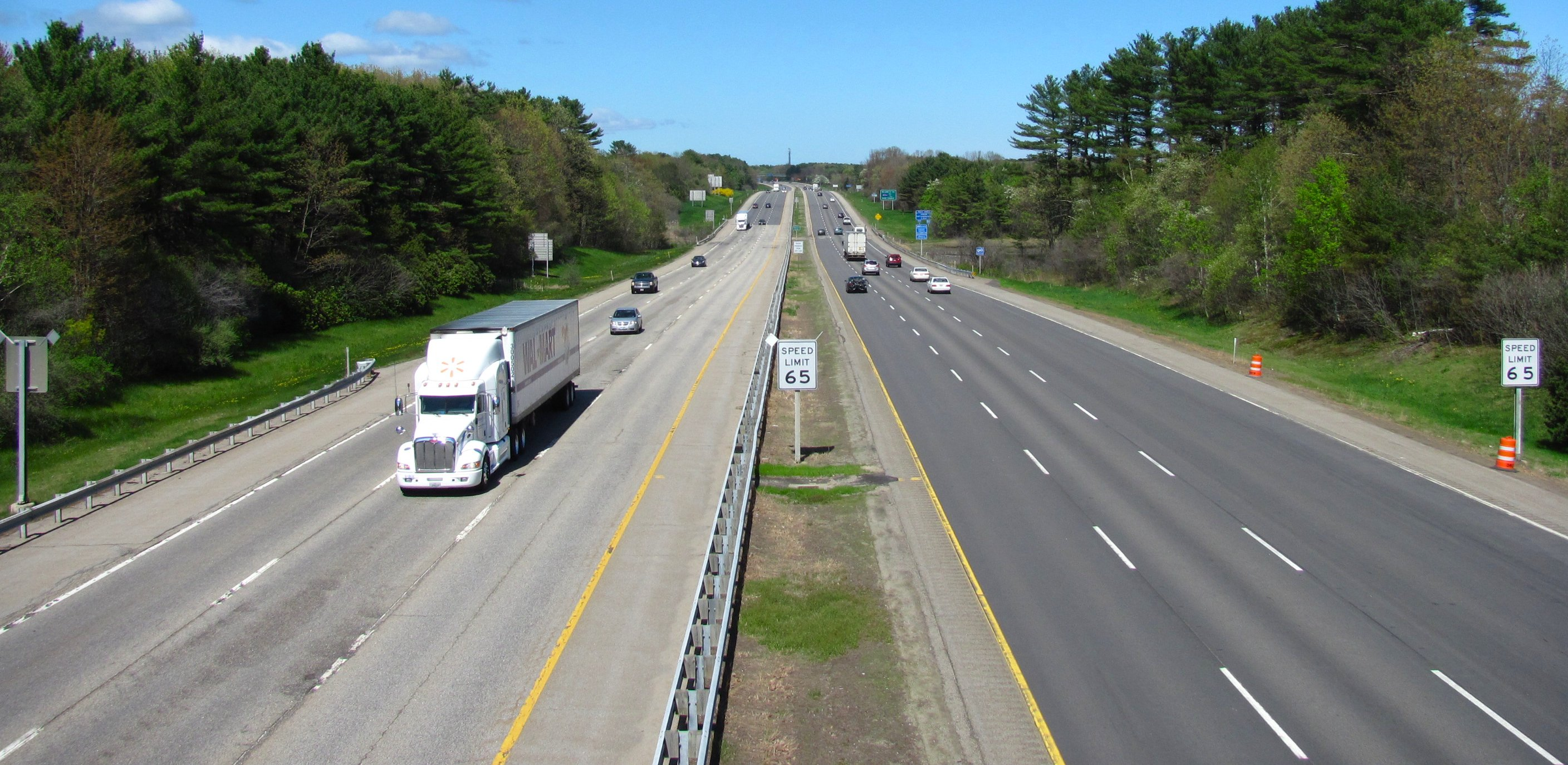

주간고속도로 제95호선(영어: Interstate 95, I-95)은 미국 남동부 플로리다주 마이애미(Miami)와 북동부 메인주와 캐나다 뉴브런즈윅주의 경계를 잇는 총 연장 3089.52 km의 고속도로이다. 미국 전 주간고속도로 중 90호선, 80호선, 40호선, 10호선, 70호선 다음인 6번째로 길며 10개의 남북축 고속도로 중 가장 길다. 대서양의 해안가와 대체로 평행하게 건설되었고 미국 동부에 위치한 큰 도시를 잇는 주요한 도로이다. 고속도로변에 위치한 큰 도시로는 마이애미, 잭슨빌, 서배너, 리치먼드, 워싱턴 D.C., 볼티모어, 필라델피아, 뉴어크, 뉴욕, 뉴헤이번, 프로비던스, 보스턴과 포틀랜드 등을 들 수 있다. 델라웨어주부터 메인주까지의 대부분은 유료도로이며, 펜실베이니아주와 뉴저지주 사이의 빈 틈이 존재해 현재에도 2017년 완공을 목표로 건설중이다. 95호선의 북부 끝은 메인주 호울턴(Houlton) 근처 캐나다 국경에 위치해있다.
95호선은 동부 15개 주를 지나면서 전국에서 가장 많은 주를 지나는 주간고속도로이며 고속도로 변은 매우 크게 도시화가 이루어져 도로변이 완전히 시골인 군은 사우스캐롤라이나주의 2개, 버지니아주의 1개, 그리고 메인주의 2개로 총 5개밖에 없다.

## 고속도로 설명

### 플로리다주
1번 고속도로에서 이어진 마이애미의 남쪽 시내를 기점으로 플로리다 주의 동쪽해안을 따라 잭슨빌, 내소까지 연결해주며, 총 연장 627 km이다.

### 조지아주
캄덴 카운티부터 챗담 카운티까지 대서양을 따라 사우스캐롤라이나주까지 연결 해 주며, 총 연장 180.29 km, 112.03 마일이다. 99번 번 나들목에서 매이컨과 서배너로 이어지는 16호선으로 나갈 수 있다.

### 사우스캐롤라이나주
총 연장 319.87 km, 198.76마일이다. 86번 나들목을 통하여 찰스턴과 주도인 컬럼비아로 이어지는 26호선으로 나갈 수 있으며, 160번 나들목을 통하여 플로렌스와 컬럼비아로 이어지는 20호선으로 나갈 수 있다.

### 델라웨어주
메릴랜드주 경계부터 펜실베이니아주 경계까지 총 연장 23.43 mi(37.71 km)이다. 유료도로로, $4.00의 통행료를 받는다.

## 주요 분기점
- I-4 플로리다주 데이토나비치[7]
- I-10 플로리다주 잭슨빌[8]
- I-16 조지아주 서배너[9]
- I-26 사우스캐롤라이나주 할리빌[10]
- I-20 사우스캐롤라이나 플로렌스[11]
- I-74 노스캐롤라이나주 럼버턴
- I-40 노스캐롤라이나주 벤슨[12]
- I-85 in 버지니아주 피터스버그[13]
- I-64 약 6.4 km (4 mi.) 버지니아주 리치몬드[14]
- I-76 펜실베이니아주 필라델피아[15]
- I-78 뉴저지주 뉴왘[16]
- I-80 뉴저지주 티넥[17]
- I-87 뉴욕주 뉴욕[18]
- I-91 코네티컷주 뉴헤이번[19]
- I-93 매사추세츠주 칸톤[20]
- I-90 매사추세츠주 웨스톤[21]
- I-93 매사추세츠주 리딩[22]